# Zodiak (edice)
Zodiak byla bibliofilská knižnice, vydávaná v letech 1927-1948 Svatoplukem Klírem. 
Na úpravě bibliofilií pro tuto edici spolupracovali například Emil Filla, František Kobliha, Jan Konůpek, Václav Mašek, Karel Svolinský, Karel Štika, František Tichý.

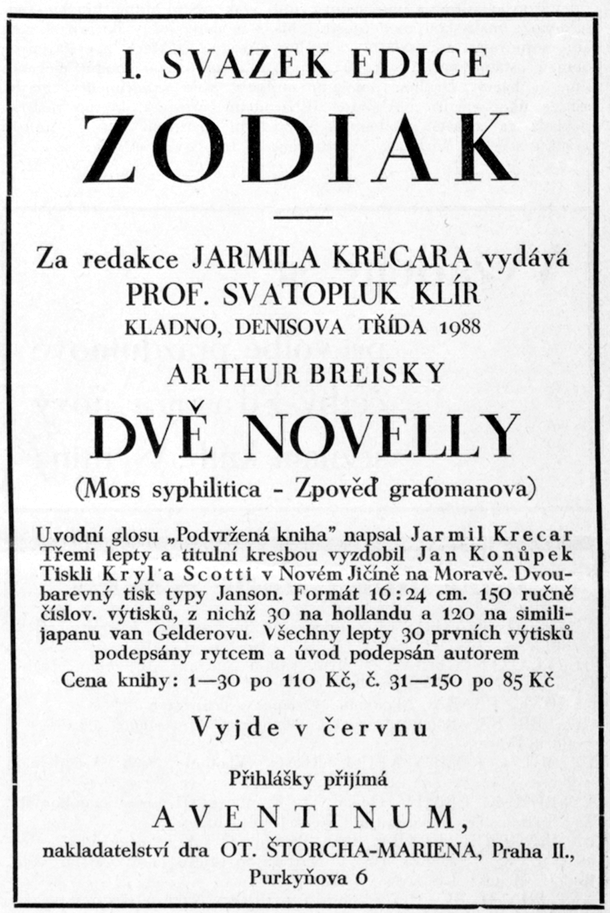
Dobová inzerce na první svazek edice Zodiak, Rozpravy Aventina, 1927

| číslo | autor                  | název                                              | překlad       | ilustrace              | grafická úprava | rok vydání |
| ----- | ---------------------- | -------------------------------------------------- | ------------- | ---------------------- | --------------- | ---------- |
| 1     | Arthur Breisky         | Dvě novelly (Mors syphilitica, Zpověď grafomanova) |               | Jan Konůpek            |                 | 1927       |
| 2     | Petr Bezruč            | Slezské písně                                      |               | Ferdiš Duša            | Karel Dyrynk    | 1927       |
| 3     | Jiří Karásek ze Lvovic | Boží převozník                                     |               | František Kobliha      |                 | 1928       |
| 4     | Jan Opolský            | Stradivari                                         |               | František Kobliha      |                 | 1928       |
| 5     | Jaroslav Maria         | Dvě slzy : San Martino al Cimino : Trani           |               | Jan Konůpek            |                 | 1928       |
| 6     | Josef Svatopluk Machar | Ti, kdož mluví z minulosti                         |               | Karel Svolinský        | Karel Svolinský | 1928       |
| 7     | Paul Valéry            | Had                                                | Josef Palivec | Karel Svolinský        | Karel Svolinský | 1929       |
| 8     | Jan Bartoš             | Daleká cesta : Úvahy o národním osudu              |               |                        |                 | 1929       |
| 9     | Rudolf Medek           | Lístky z Francie                                   |               | Václav Mašek           | Václav Mašek    | 1929       |
| 10    | Vratislav Hugo Brunner | Vlastní život v karikatuře                         |               | Vratislav Hugo Brunner |                 | 1930       |
| 11    | Karel Hugo Hilar       | Krise : Básně                                      |               | Václav Mašek           |                 | 1930       |
| 12    | Petr Kles              | Spisy veršem i prózou                              |               | Karel Svolinský        |                 | 1932       |
| 13    | různí autoři           | In memoriam Bohumila Heinze 1940                   |               | Bohumil Heinz          | Svatopluk Klír  | 1942       |
| 14    | Miloslav Bureš         | Krajiny Františka Kavána / básně z let 1941-1943   |               | Jan Konůpek            | Svatopluk Klír  | 1943       |
| 15    | Jan Noha               | Slovo mé prostři se                                |               | Ludmila Jiřincová      | Svatopluk Klír  | 1944       |
| 16    | Josef Kadlec           | Krajina pod mrazy                                  |               | Karel Müller           | Svatopluk Klír  | 1945       |
| 17    | František Halas        | Torzo naděje                                       |               | Emil Filla             |                 | 1946       |
| 18    | František Kropáč       | Hlas v žaláři                                      |               | Václav Mašek           | Svatopluk Klír  | 1946       |
| 19    |                        |                                                    |               |                        |                 |            |
| 20    | Jiří Karásek ze Lvovic | Zlověstná madona : Staroměstské romaneto           |               | Pavel Šimon            | Svatopluk Klír  | 1947       |
| 21    | Josef Kopta            | Ještě jednou v mladosti mé kraje                   |               | Pavel Šimon            | Svatopluk Klír  | 1948       |
| 22    | Rudolf Krupička        | Maminka                                            |               | Richard Lander         |                 | 1948       |
| 23    | Josef Hora             | Proud                                              |               | Karel Svolinský        |                 | 1948       |
| 24    | Karel Hlaváček         | Pozdě k ránu                                       |               | Karel Štika            |                 | 1948       |
| 25    | Karel Hlaváček         | Mstivá kantiléna                                   |               | František Tichý        |                 | 1948       |